# Circ Flamini

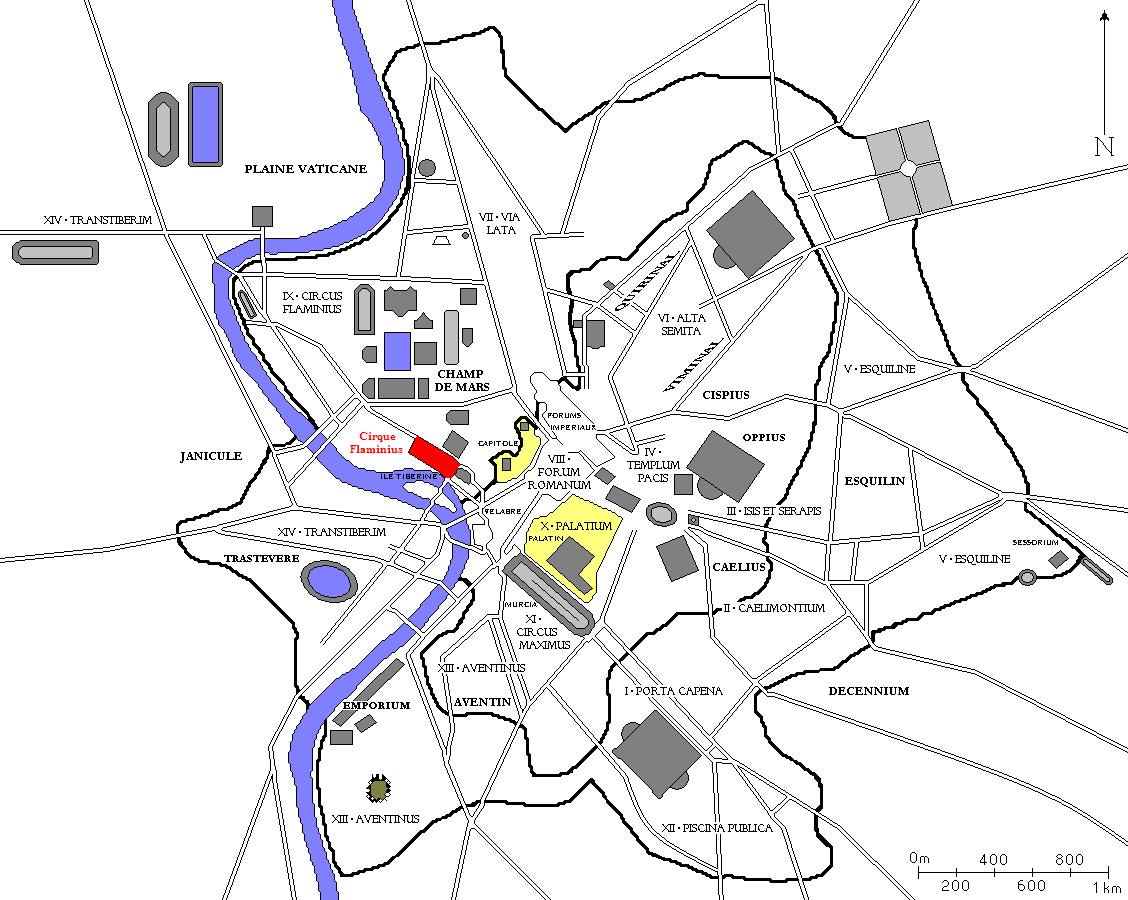
Mapa de l'antiga ciutat de Roma. En roig la situació del circ Flamini.

El Circ Flamini era una gran àrea circular de l'antiga ciutat de Roma, localitzada al sud del Camp de Mart a prop del riu Tíber. Contenia una petita pista per a fer curses i diversos edificis i monuments. Va ser dissenyada o manada construir per Gaius Flaminius Nepos l'any 221.

## Característiques
Als començaments de la seva existència el circ era tan sols una el·lipse d'uns 500 metres de llarg, però durant el segle II l'indret va ser envoltat de monuments i edificis. El circ no tenia seients fixos per als espectadors. Cap a finals del segle iii l'únic espai obert que quedava era una petita plaça d'uns 300 metres de diàmetre que era el recinte on tradicionalment s'havien celebrat els ludi.
Entre els edificis que s'havien construït a la zona estava: El Temple de Pietas, al marge sud-est del Forum Holitorium. Hi havia un temple de Mart situat al nord-oest. Es calcula que cap a l'any 220 hi havia sis temples, un d'ells dedicat a Apol·lo. També hi havia 15 estàtues en honor de Divus Augustus dedicades per C. Norbanus Flaccus. En aquesta zona hi havia també una gran portalada anomenada Porticus Octaviae, manada construir per August en honor de la seva germana Octavia Minor. L'entrada a la zona per a les competicions esportives estava marcada per tres grans arcades de marbre, construcció dedicada a Germànic, decorada amb relleus que representaven les seves campanyes militars. Cap a l'est estava el Teatre de Marcel

## Utilització

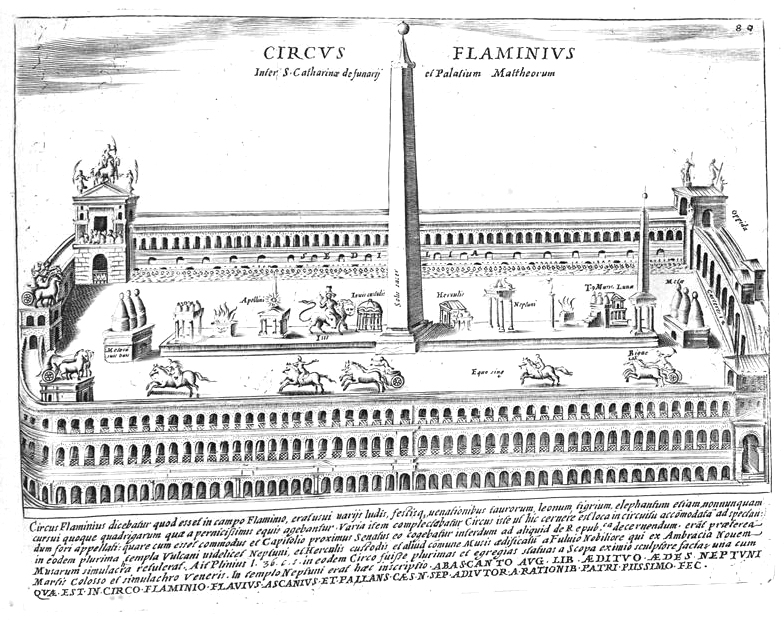
Dibuix del Circ Flamini tal om era el 1641, obra de Giacomo Lauro.

Amb la construcció del circ Flamini no es va pretendre competir amb el Circ Màxim, que va continuar sent el principal i més gran circ de la ciutat. Ni tan sols tenia una pista per a curses de carros, els únics jocs que s'hi celebraven eren els Ludi taurii per a guanyar el favor dels di inferi (déus de l'inframón) com Hècate i els manes. Aquests ludi taurii consistien a fer córrer cavalls, sense carro, al voltant d'uns pals. A l'àrea del Camp de Mart també es feien espectacles amb cavalls relacionats amb els déus de l'inframón. Valeri Màxim és l'únic entre els historiadors antics que situa en aquest lloc els ludi plebeii i potser estigués equivocat. L'any 2 el recinte es va inundar per a portar a terme un espectacle amb 36 cocodrils, els quals van ser sacrificats per a commemorar la construcció del Fòrum d'August.
El Circ Flamini també es va fer servir com a lloc de mercat i punt de trobada per a fer assemblees. L'any 9, l'emperador August va triar aquest emplaçament per a fer un homenatge a Drus el Vell (Laudatio).
Els edificis i el circ es van fer servir fins a finals del segle v, època en què van ser abandonats.